# СТ-68
СТ-68 (за кодифікацією НАТО: Tin Shield, індекс 5Н59) — радянська мобільна трикоординатна радіолокаційна станція призначена для виявлення та супроводу маловисотних цілей в активних та пасивних завадах та за наявності інтенсивного відлуння від місцевості та за складних погодних умов.
Розробка почалась в 1970 році в НДІ Радіотехніки згідно з постановою ЦК КПРС та ради міністрів СРСР.
РЛС СТ-68 багатофункціональна, має два активних та два пасивних канали, що забезпечують радіолокаційне виявлення у всій зоні огляду в межах 360 градусів за азимутом та до 6 градусів за кутом місця, пеленгування постановників активних радіозавад, а також канал радіорозвідки.
Ці особливості разом із використанням сантиметрового діапазону дозволяли істотно поліпшити в порівнянні з П-15 характеристики точності та захищеність РЛС від активних завад. Крім того, спільне використання станцій різного діапазону хвиль (П-15 та СТ-68) мало підвищити завадостійкість маловисотного угрупування в цілому.

## Історія
З метою реалізації нових вимог до радіолокації маловисотних цілей постановою ЦК та ради міністрів СРСР в 1970 році інституту Радіотехніки було доручено розробку мобільної трьох координатної радіолокаційної станції СТ-68 для виявлення та супроводу маловисотних цілей в активних та пасивних завадах за наявності інтенсивних відлунь від землі та за складних погодних умов.
За своєю будовою РЛС СТ-68 була багатофункційною станцією, в ній було використано два активних та два пасивних канали, що забезпечувало радіолокаційне виявлення у всій зоні огляду в межах до 1° за кутом місця, пеленгування постановників активних завад, та канал радіорозвідки, для чого був використаний сантиметровий діапазон.
Прогресивним рішенням в РЛС є використання поруч з основним допоміжного каналу з квазінеперервним випромінюванням сигналу з істотно коротшою хвилею, що дозволило істотно поліпшити характеристики виявлення менше 1° за кутом місця та виключити інтерфереційні провали.
В основному сантиметровому діапазоні вперше в практиці НДІ Радіотехніки була використана фазована решітка на основі хвилеводно-щелевих лінійок та передатчик з вихідними металокерамічними лампами.
В РЛС було реалізовано автоматизацію компенсації пасивних завад та автоматизація захоплення та супроводу цілей, що стало можливим завдяки використанню ЕОМ.
Одним з найбільших досягнень при створенні РЛС СТ-68 стало доведення до когерентності формування випромінюваних та обробки отримуваних сигналів, що дозволило придушити місцеві предмети до 50—60 дБ.
Основні складності з доопрацюванням дослідного зразка РЛС, який був добре виконаний конструктивно, почались на полігоні. Наявність в діапазоні РЛС інтенсивних «янгол-ехо» — радіолокаційних дискретних відбиттів від об'єктів, що не спостерігаються візуально, та безуспішна боротьба з ними, вимагали значних досліджень, які призвели до встановлення в місце черезперіодної компенсації цифрового компенсатора, який дозволив здійснити автоматичну адаптацію режимів роботи РЛС до навколишньої обстановки.
Особливістю РЛС СТ-68 в порівнянні з іншими РЛС є наявність системи управління зоною виявлення в двох площинах — за кутом місця від 0° до 6° та за азимутом ±30° методом електронно-фазового сканування, що дозволяло «вповільнювати» огляд в секторах, уражених завадами.
В РЛС була використана мобільна вишка 40В6, із допомогою якої можна було піднімати фазові центри основної та допоміжної антен на 25 метрів над землею, що збільшувало імовірність виявлення цілі.
При випробуванні РЛС також виникли великі складності при зневадженні програм на штатній ЕОМ БЭСМ-6 (в інституті). На полігоні обчислювальний комплекс був замінений на ЦОК 5Э26-2.
Однак, коли постало питання про запуск серійного виробництва СТ-68 замовник вирішив, що РЛС вийшла надто дорогою, а радіотехнічні війська не були готові до її експлуатації. В підсумку було рекомендовано розпочати виробництво РЛС СТ-68-У, яка мала дещо гірші технічні характеристики проте була простішою та дешевшою.

## СТ-68У
В 1975 році конструкторське бюро «Іскра» запропонувало розробити для потреб військ ППО трикоординатної радіолокаційної станції, що забезпечувала б виявлення маловисотних цілей в умовах інтенсивного впливу радіозавад. Розробка отримала шифр СТ-68У (від рос. упрощенная), індекс 19Ж6. У серпні 1975 року було вирішено призначити головним розробником РЛС СТ-68У КБ «Іскра»
Прийнята на озброєння під індексом 19Ж6 станція успішно була у виробництві на серійному заводі партіями понад 100 одиниць на рік в декількох частотних літерах. Високий технічний рівень новаторських рішень, використаних у СТ-68У підтверджено понад 50 авторських свідоцтв на винахід. Глибока модернізація покращила основні характеристики та під індексом 35Д6 (СТ-68УМ) була у виробництві до початку 1990-х років та поступала на озброєння радіотехнічних військ СРСР також у декількох частотних літерах.

## 35Д6М
Українське підприємство «НВК „Іскра“», в рамках державного оборонного замовлення 2020 року, капітально відремонтувало та модернізувало радіолокаційну станцію 19Ж6, у результаті чого вона отримала індекс 35Д6М, та, фактично, стала новим сучасним зразком РЛС.
Модернізація збільшила дальність дії, підвищила точність визначення координат, покращила параметри траєкторної обробки, за рахунок сучасних програмних рішень розширені функціональні можливості та здешевлене технічне обслуговування. Також замінено пристрої формування зондуючих сигналів, що значно зменшує рівень хибних відміток при роботі у гірській місцевості. Нова система охолодження РЛС збільшує строк роботи клістронів.
Основним призначенням рухомої трикоординатної РЛС 35Д6 (19Ж6) є розвідка маловисотних малорозмірних повітряних об'єктів за умов сильного впливу віддзеркалень від підстеляючої поверхні та метеоутворень, а також за умов дії навмисних активних та пасивних завад. Крім того, в РЛС передбачений режим розвідки повітряних об'єктів на середніх, великих і стратосферних висотах (до 20 км).
Отже, за призначенням радіолокаційна станція 35Д6 використовується в радіотехнічних військах, як засіб для створення нижнього ярусу радіолокаційного поля в угрупованнях радіотехнічних військ і є елементом озброєння ротної ланки радіотехнічних військ.
Крім того, радар було обладнано додатковими виносними робочими місцями, що дозволяє повноцінно управляти станцією на відстані до 300 метрів. За потреби радар може комплектуватись обладнанням для взаємодії з зенітними ракетними комплексами.

## 36Д6
36Д6 — експортна модифікація РЛС 35Д6 (СТ-68УМ «Нива»), яка, в свою чергу, є модернізованою версією РЛС 19Ж6.

### ТТХ 36Д6М
Мобільний трикоординатний радіолокатор кругового огляду 36Д6М для виявлення та державного розпізнавання цілей на малих та середніх висотах в умовах впливу активних та пасивних завад з видачею координатної та трасової інформації.
Радіолокатор призначений для роботи у складі сучасних автоматизованих систем ППО та для видачі цілевказівок зенітно-ракетним комплексам.
Основні технічні характеристики:
- Робочий діапазон частот: S
- Максимальні межі роботи радіолокатора:
  - за дальністю, км: 90, 180, 360
  - за азимутом, град: 360
  - за кутом місця, град (за два оберти): 0…30
- Період огляду, сек: 5, 10
- Дальність виявлення цілі з ЕПР 1 м²:
  - при висоті польоту 100 м, км: 42
  - при висоті польоту 1000 м, км: 110—115
- Тип антени: лінійна решітка з дзеркалом
- Тип передавача: клістрон
- Пікова потужність передавача, кВт: 350
- Число променів у вертикальній площині: 4
- Придушення пасивних завад, дБ: >48
- Придушення активних завад, дБ: 20
- Кількість супроводжуваних цілей: більше 300
- Апаратура системи розпізнавання державної приналежності: вбудована
- Кількість транспортних одиниць: 2
- Час розгортання/згортання, хв: 30

## Оператори

### Білорусь
ВАТ «2566 завод по ремонту радиоэлектронного вооружения» (Білорусь) пропонує модернізацію РЛС 19Ж6 до рівня 19Ж6М.

### Ефіопія
Варто також додати, що ще до 2020-х, підприємства ОПК України на потреби збройних сил Ефіопії було модернізовано вісім мобільних трикоординатних радіолокаторів кругового огляду S-діапазону хвиль 36Д6 та низки РЛС метрового діапазону П-18. Крім того, було поставлено 5 командних пунктів виробництва КП НВК «Іскра».

### Росія
ОАО «Концерн ПВО „Алмаз-Антей“» на ОАО «1015 Завод по ремонту военно-технического имущества» (Свердловська область, Нижні Сергі) виконує ремонт РЛС 19Ж6 з модернізацією до рівня 19Ж6П, в 2012 році було передано МО РФ два таких комплекта. Ремонт РЛС 19Ж6, 35Д6 може виконувати ВАТ «3821 ЗРВТИ» (Тосно, Ленінградська область).

### США
Вперше США купили українську радіолокаційну станцію 36Д6-М від НВК «Іскра» у 2008 році за 6,4 млн дол. Також, згідно з відкритими базами даних експортно/імпортних операцій, РЛС типу 36Д6 у різних модифікаціях поставлялися до США у 2010 (3,1 млн дол), 2017 (7,9 млн дол) та 2018 роках.
При чому в 2018 році в процес передачі втрутилась стороння компанія пов'язана з проросійськими агентами впливу в Україні. Компанія намагалась не лише зупинити передачу РЛС іноземному замовнику, а й припинити роботу КП «НВК „Іскра“». Компанія, що мала ознаки фіктивності, заявила авторські права на винахід, що використовується у виробництві техніки військового призначення, зокрема радіолокаційних станцій 36Д6М1-1 і 36Д6М1-2.

### Україна
35Д6М була серед зразків техніки, що закуповувалась у 2017 році.
До 9 липня 2018 р. у травні 2020 р. та травні 2021 р. було модернізовано три радіолокаційні станції 19Ж6 до рівня 35Д6М.
1 грудня 2020 р. і 29 березня 2021 р. «Іскра» передала ЗСУ 2 нові РЛС 35Д6М.
Передана військовим станція отримала повністю оновлену антену, функціональне та сучасне програмне забезпечення. Для більш зручної роботи операторів встановлені нові робочі місця та система кондиціонування. Проведено капітальний ремонт шасі із заміною кузова.